# Генріх Шретелер
Генріх Андреас Шретелер (нім. Heinrich Andreas Schroeteler; 10 грудня 1915, Ессен — 19 січня 2000, Бохум) — німецький офіцер-підводник, капітан-лейтенант крігсмаріне. Кавалер Лицарського хреста Залізного хреста.

## Біографія
3 квітня 1936 року вступив на флот. Служив на тральщиках і торпедних катерах. У вересні 1941 року переведений в підводний флот. В якості інструктора здійснив похід на підводному човні U-96. З 21 жовтня 1942 року командував U-667, на якому зробив 3 походи (провівши в морі в цілому 142 дні), в основному в Північну Атлантику. У травні 1944 переведений в штаб командувача підводним флотом, де з липня 1944 займався плануванням операцій проти конвоїв союзників. З січня 1945 року — офіцер з бойової підготовки 27-ї флотилії. З 10 березня 1945 року — командир U-1023 (Тип VII-С / 41), на якому здійснив 1 похід, що тривав 47 днів.
Всього за час бойових дій потопив 1 корабель водотоннажністю 335 тонн і пошкодив ще 1 корабель водотоннажністю 7345 тонн. За словами Шретелера, він пошкодив ще 4 кораблі, проте підтвердження цьому немає.
| Дата           | Назва корабля           | Тип               | Тоннаж | Вантаж | Екіпаж | Загинули | Країна             | Конвой  |
| -------------- | ----------------------- | ----------------- | ------ | ------ | ------ | -------- | ------------------ | ------- |
| 23 квітня 1945 | Riverton (пошкорджений) | Торговий пароплав | 7,345  | Баласт | 48     | 3        | Британська імперія | TBC-135 |
| 7 травня 1945  | HNoMS NYMS-382          | Тральщик          | 335    |        | 32     | 22       | Норвегія           |         |

10 травня 1945 року здався британській владі у Веймуті. В 1948 звільнений і став художником-фрілансером. В 1965/69 роках вивчав історію мистецтва, Середньовіччя і археологію в Рурському університеті. Після завершення навчання працював в дослідницькій асоціації Інституту археології, де очолив майстерню моделювання і став куратором колекцій. Був присутній на похороні Карла Деніца. Активно відстоював честь вермахту.

## Звання
- Кандидат в офіцери (3 квітня 1936)
- Морський кадет (10 вересня 1936)
- Фенріх-цур-зее (1 травня 1937)
- Оберфенріх-цур-зее (1 липня 1938)
- Лейтенант-цур-зее (1 жовтня 1938)
- Оберлейтенант-цур-зее (1 жовтня 1940)
- Капітан-лейтенант (1 квітня 1943)

## Нагороди
- Залізний хрест
  - 2-го класу (24 жовтня 1940)
  - 1-го класу (14 квітня 1941)
- Нагрудний знак підводника (6 липня 1942)
- Фронтова планка підводника в бронзі (7 жовтня 1944)
- Німецький хрест в золоті (10 листопада 1944)
- Лицарський хрест Залізного хреста (2 травня 1945)
- Медаль Рурського університету (1981) — за успішне відновлення стародавніх творів мистецтва.

## Роботи

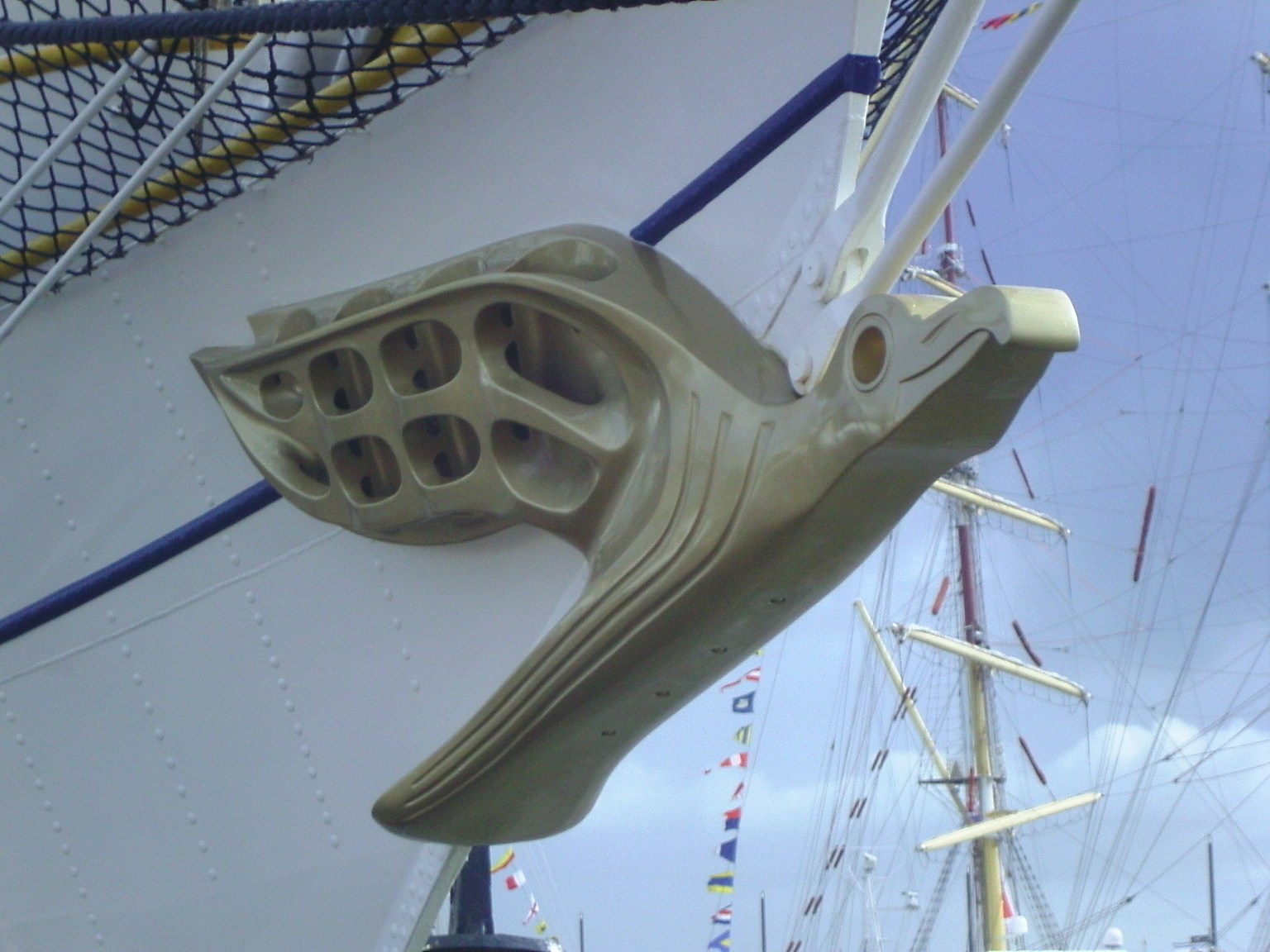
Носова фігура вітрильника «Горх Фок II».
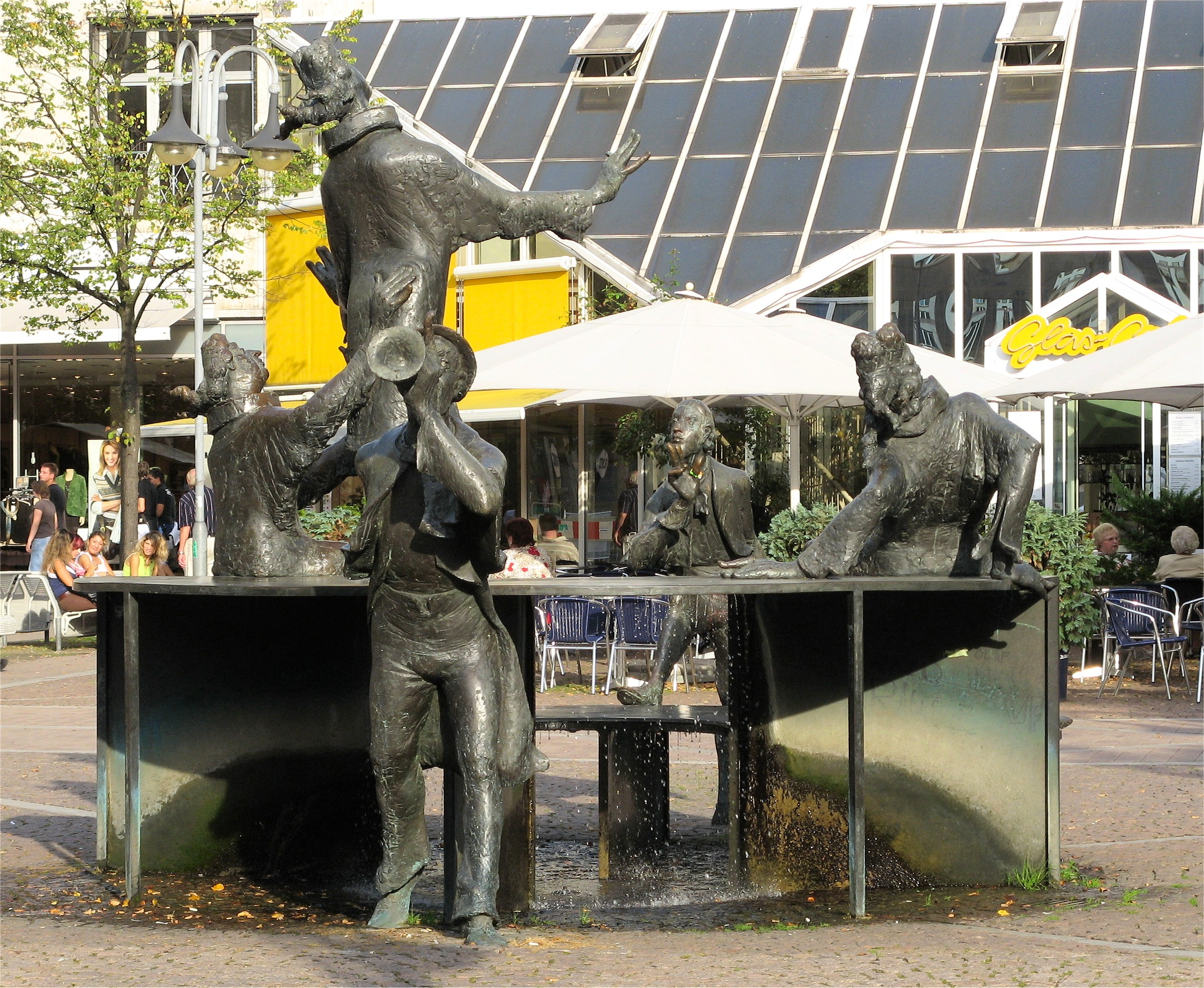
Монумент Кортума